# George Herbert Mead
George Herbert Mead (South Hadley, 27 febbraio 1863 – Chicago, 26 aprile 1931) è stato un filosofo, sociologo e psicologo statunitense, considerato tra i padri fondatori della psicologia sociale.

## Biografia
George Mead nacque in una famiglia della media borghesia di culto protestante composta dal padre, Hiram Mead, dalla madre, Elizabeth Billings, e dalla sorella Alice Mead. Suo padre, discendente da una stirpe di agricoltori e uomini di culto, era un ex pastore della Chiesa congregazionale di South Hadley che ricoprì un incarico speciale nel seminario teologico di Oberlin nell'Ohio.
Nel 1879, George Mead si iscrisse all'Oberlin College dove si diplomò nel 1883. Si interessò inoltre di letteratura, poesia e storia e pubblicò un saggio su Charles Lamb nel 1882. Dopo la laurea, Mead insegnò per circa quattro mesi in una scuola elementare. Per i successivi tre anni lavorò con mansioni di geometra per la Wisconsin Central Rail Road Company.
Nell'autunno del 1887, Mead si iscrisse presso la Università di Harvard dove seguì in particolar modo i corsi di filosofia e psicologia. Ad Harvard, Mead fu allievo di Josiah Royce, che ebbe grande influenza sul pensiero di Mead, e di William James, dei cui figli fu precettore. Nel 1888, Mead si laureò ad Harvard conseguendo il dottorato in filosofia e quindi si trasferì a Lipsia in Germania per seguire le lezioni dello psicologo Wilhelm Wundt, da cui apprese il concetto di "gesto" che sarà fondamentale in seguito nelle sue opere.
Nel 1891 Mead sposò Helen Castle, la sorella di un amico conosciuto ad Oberlin. Nonostante non avesse completato la tesi, Mead riuscì a ottenere, in quello stesso anno, un posto nella Università del Michigan. In questa Università, Mead fece la conoscenza di Charles Horton Cooley e John Dewey, i quali avrebbero influenzato molto il suo pensiero. Nel 1894 Mead si trasferì, insieme a Dewey, presso la Università di Chicago, dove svolse la sua carriera accademica fino alla fine dei suoi giorni. L'influsso di Dewey spinse Mead a interessarsi alla teoria pedagogica, ma il suo pensiero ben presto si discostò da quello di Dewey e si sviluppò nelle sue famose teorie psicologiche della mente, dell'io e della società.
Mead fu un filosofo impegnato, si occupò delle questioni sociali e politiche di Chicago; in modo particolare, tra le sue tante attività, si dedicò all'attività del City Club of Chicago, un'organizzazione indipendente, senza scopo di lucro dedita a promuovere le questioni pubbliche e fornire un forum per il dibattito politico. Mead riteneva che la scienza può essere usata per affrontare i problemi sociali e svolse un ruolo importante nel condurre le ricerche presso la Settlement House di Chicago.
Mead morì di infarto il 26 aprile 1931.

## Scritti
In una carriera durata più di 40 anni, Mead, quasi sempre, scrisse e pubblicò numerosi articoli e recensioni sia di filosofia che di psicologia.  Tuttavia, non pubblicò un libro. Dopo la sua morte, molti dei suoi allievi hanno messo insieme e curati quattro volumi contenenti le registrazioni delle lezioni di psicologia sociale tenute da Mead presso la Università di Chicago, i suoi appunti per le lezioni e numerosi altri documenti inediti.  I quattro volumi sono: The Philosophy of the Present (1932), le Carus Lectures tenute da Mead nel 1930 (a cura di Arthur E. Murphy); Mind, Self, and Society (1934), (a cura di Charles W. Morris); Movements of Thought in the Nineteenth Century (1936), (a cura di Merritt H. Moore); The Philosophy of the Act (1938), (a cura di Charles W. Morris).
Tra gli scritti pubblicati sono da ricordare in particolare “Suggestions Towards a Theory of the Philosophical Disciplines” (1900);  “Social Consciousness and the Consciousness of Meaning” (1910);  “What Social Objects Must Psychology Presuppose” (1910);  “The Mechanism of Social Consciousness” (1912); “The Social Self” (1913);  “Scientific Method and the Individual Thinker”(1917);  “A Behavioristic Account of the Significant Symbol” (1922);“The Genesis of Self and Social Control” (1925); “The Objective Reality of Perspectives” (1926);”The Nature of the Past”  (1929);“The Philosophies of Royce, James, and Dewey in Their American Setting” (1929). Venticinque dei più importanti articoli di Mead sono stati raccolti in  Andrew J. Reck (a cura di), Selected Writings: George Herbert Mead, Bobbs-Merrill, The Liberal Arts Press, 1964.
Nel corso della sua vita, Mead pubblicò circa 100 articoli scientifici, recensioni e articoli occasionali. Il Mead Project presso la Brock University in Ontario intende pubblicare tutti gli 80 restanti manoscritti originali di Mead non ancora pubblicati.

## Il pensiero
Nell'opera "The Philosophy of the Act", Mead sostenne il ruolo della filosofia come indagatrice e mediatrice tra l'intelligenza dell'uomo e i fenomeni di evoluzione dell'universo.
La filosofia ideale per Mead, dovrebbe essere, da un lato, quella che rifiuti il dualismo tra la Ragione e l'Assoluto e, dall'altro, quella che organizzi una visione scientifica della vita e del mondo completa di tutti i possibili significati.
Nel saggio "The Philosophy of the Present" si preoccupò di analizzare il presente in funzione del passato:
(The Philosophy of the Present, p.23)
Oltre al concetto del "tempo", anche quello di "esperienza" risultò fondamentale nel pensiero filosofico di Mead, perché gettava anch'esso il ponte, foriero di influenze reciproche, fra l'universo e l'individuo, tra l'organismo e l'ambiente.
Il campo di indagine della ricerca scientifica, secondo l'autore, non poteva estendersi a tutto il mondo conosciuto ed ignoto, per essere valutato e assimilato da puri modelli matematici di spiegazione; inoltre i confini stessi del campo di esplorazione scientifica risultarono, a Mead, alquanto incerti e variabili, al punto che i modelli acquisiti e tradizionali rischiavano essi stessi, secondo l'autore, di essere messi in dubbio da studi "di frontiera", retti da leggi ancora vaghe (Mind, Self and Society, pp. 32-57).
Mead analizzò la società, o quello che lui definì un mondo sociale dell'universo, rilevando che l'individuo è in grado di plasmare elementi nuovi grazie al potere dei simboli, attuato attraverso gesti e linguaggi. La funzione della socialità, sottolineò Mead, viene svolta dal pensiero e dall'opinione degli esseri umani, integrati nella collettività.
Interessante fu la distinzione fra "Me", ovvero l'assorbimento degli atteggiamenti degli altri, e "Io", ovvero la reazione del soggetto in risposta all'interazione con l'ambiente, oltre alla focalizzazione sul controllo sociale, effettuata tramite l'intervento limitante del "Me" sull'"Io".
In conclusione, Mead indicò nel giusto equilibrio fra la libertà di azione e di iniziativa dell'individuo, e l'integrazione delle singole unità nella collettività, la ricetta per un ottimale modello sociale.
Dal suo approccio derivò la base epistemologica dell'interazionismo simbolico.

### Pragmatismo e interazionismo simbolico
I filosofi, la cui ispirazione è più metafisica e ontologica, come Martin Heidegger, sottolineano la scoperta dell'Essere dal punto di vista del vivere umano e come il mondo è rivelato a questa entità vivente all'interno di un regno di cose. I filosofi pragmatici, come Mead, si concentrano sullo sviluppo del sé e sull'oggettività del mondo all'interno della sfera sociale:  "la mente individuale può esistere solo in relazione alle altre menti mediante significati condivisi" (Mead 1982: 5).
Le due più importanti fondamenta dell'opera di Mead e dell'interazionismo simbolico, in generale, sono la filosofia del pragmatismo e del comportamentismo psicologico. Il pragmatismo è una posizione filosofica di ampio respiro in cui possono essere identificati diversi aspetti che hanno influenzato l'opera di Mead.
Vi sono quattro fondamentali principi del pragmatismo:
1. In primo luogo, per i pragmatisti la realtà vera non esiste "là fuori" nel mondo reale, "essa è attivamente creata come agiamo nel mondo e verso il mondo".
2. In secondo luogo, le persone ricordano e basano la loro conoscenza del mondo su ciò che è stato per loro utile e sono in grado di modificare ciò che non "funziona" più.
3. In terzo luogo, le persone definiscono gli "oggetti" sociali e materiali che incontrano nel mondo secondo il loro uso.
4. Infine, se vogliamo capire coloro che agiscono, dobbiamo basarci su ciò che le persone effettivamente fanno.

Tre di questi principi sono fondamentali per l'interazionismo simbolico:
1. la messa a fuoco dell'interazione fra chi agisce e il mondo
2. considerare chi agisce e il mondo come processi dinamici e non delle strutture statiche
3. la capacità da parte di chi agisce di interpretare il mondo sociale.

Pertanto, per Mead e gli interazionisti, la coscienza non è separata da azione e interazione, ma di entrambe ne è parte integrante.
In parte, le teorie di Mead basate su pragmatismo e comportamentismo, divennero bagaglio di molti laureati della Università di Chicago che posero le basi dell'interazionismo simbolico.

### Filosofia sociale (comportamentismo)
Mead fu una figura molto importante nella filosofia sociale del XX secolo. Una delle sue idee fondamentali è stata quella di far emergere la mente e il sé dal processo di comunicazione tra gli organismi. Questo concetto diede vita alla teoria del comportamentismo sociale, discussa in Mind, Self and Society.  Questo concetto di come la mente e il sé emergono dal processo sociale di comunicazione per mezzo di simboli è alla base dell'interazionismo simbolico nella sociologia.  Intellettualmente radicato nella dialettica hegeliana e nella filosofia del processo, Mead, alla pari di Dewey, sviluppò una filosofia del processo ancor più materialista che si basava sull'azione umana e specificatamente sulla azione comunicativa. L'attività umana è, in un senso pragmatico, il criterio della verità e tramite l'attività umana si costituisce il significato.
L'attività comune, compresa l'attività comunicativa, è il mezzo tramite il quale si costituisce il nostro senso del sé. L'essenza del comportamentismo sociale di Mead è che la mente non è una sostanza che si trova in un regno trascendente, né è semplicemente una serie di eventi che si svolgono all'interno della struttura fisiologica umana. Questo approccio era in netta opposizione alla tradizionale concezione della mente separata dal corpo. L'emergere della mente è subordinato all'interazione tra l'organismo umano e il suo ambiente sociale; è attraverso la partecipazione all'atto sociale della comunicazione che i singoli realizzano il loro potenziale per un comportamento significativamente simbolico, cioè il pensiero. La mente, secondo i termini di Mead, è il centro individualizzato del processo di comunicazione. È il comportamento linguistico da parte dei singoli. Non vi è, quindi, “mente o pensiero senza linguaggio” e il linguaggio (il contenuto della mente) “è solo uno sviluppo ed un prodotto dell'interazione sociale” (Mind, Self and Society 191- 192). Perciò, la mente non è riducibile alla neurofisiologia dell'individuo biologico, bensì è emergente “nel dinamico e continuo processo sociale” che costituisce l'esperienza umana (Mind, Self and Society 7).
Per Mead, la mente emerge dall'atto sociale della comunicazione. Il concetto meadiano dell'atto sociale è rilevante, non solo per la sua teoria della mente, ma anche per tutti gli aspetti della sua filosofia sociale. La sua teoria di “mente, sé e società” è, in effetti, una filosofia dell'atto dal punto di vista di un processo sociale coinvolgente l'interazione di molti individui, così come la sua teoria della conoscenza e del valore è una filosofia dell'atto dal punto di vista dell'esperienza dei singoli interagenti con un ambiente. L'azione è molto importante per la sua teoria sociale e, secondo Mead, le azioni si verificano entro un processo comunicativo. La fase iniziale di un atto costituisce un gesto. Un gesto è un movimento di preparazione che permette agli altri individui di essere consapevoli delle intenzioni di un dato organismo.
La situazione allo stato rudimentale, è una conversazione fatta di gesti, in cui un gesto da parte del primo individuo invoca un movimento preparatorio anche da parte del secondo individuo, il gesto da parte del secondo organismo, a sua volta, chiede una risposta da parte del primo individuo. A questo livello non avviene la comunicazione. Nessuno degli organismi si rende conto del possibile effetto dei propri gesti sull'altro; i gesti sono insignificanti. Perché la comunicazione abbia luogo, ogni organismo deve avere conoscenza di come l'altra persona risponderà al suo agire in corso. Solo così i gesti diventano simboli significativi.  Un simbolo significativo è un tipo di gesto che solo gli umani sono in grado di fare. I gesti diventano simboli significativi quando suscitano negli individui che li propongono lo stesso tipo di risposta che essi suppongono di ottenere da coloro ai quali i gesti sono rivolti. Solo quando abbiamo simboli significativi possiamo avere la comunicazione.
Mead basò l'umana percezione su un'"azione-connessione" (Joas 1985: 148). Noi percepiamo il mondo in termini di “mezzi per vivere” (Mead 1982: 120). L'azione di percepire il cibo è in connessione col mangiare. Il distinguere una casa è in connessione col ripararsi. Vale a dire, la percezione è in termini di azione. La teoria della percezione di Mead è simile a quella di Jereome J. Gibson.
Mead da sociologo non-positivista sostenne che l'individuo è un prodotto della società o, più precisamente, dell'interazione sociale. Il sé nasce quando l'individuo diventa un oggetto a se stesso. Mead sostenne che noi siamo prima oggetti rispetto ad altre persone e secondariamente diveniamo oggetti rispetto a noi stessi assumendo il punto di vista di altre persone. Il linguaggio ci permette di parlare di noi stessi nello stesso modo in cui parliamo di altre persone e perciò attraverso il linguaggio noi diveniamo altri rispetto a noi stessi. Nell'attività congiunta, che Mead definì 'atti sociali', gli esseri umani imparano a vedere se stessi dal punto di vista dei loro co-attori. Attraverso la realizzazione reciproca dei ruoli nasce l'individualità.
Tuttavia, per Mead, a differenza di John Dewey e di J. J. Gibson, la chiave di questo procedimento non è solo l'azione umana bensì l'azione sociale. Negli esseri umani la "fase manipolatoria dell'atto" è mediata socialmente, vale a dire, nell'agire verso degli oggetti gli umani contemporaneamente assumono le prospettive degli altri verso quel dato oggetto. Questo è ciò che Mead intende per "l'atto sociale" in contrapposizione al semplice "l'atto" (quest'ultimo è un concetto di Dewey). Anche gli animali non-umani manipolano gli oggetti, ma questa è una manipolazione non-sociale, gli animali non assumono la prospettiva di altri organismi verso l'oggetto. Gli esseri umani d'altro canto, assumono la prospettiva di altri attori verso gli oggetti e questo è ciò che consente la complessa società umana e il pur delicato coordinamento sociale. Nell'atto sociale dello scambio economico, per esempio, l'acquirente e il venditore devono entrambi assumere le relative prospettive verso l'oggetto che viene scambiato. Il venditore deve tener conto del valore dell'oggetto per l'acquirente, mentre l'acquirente deve tener conto dell'opportunità di incasso per il venditore. Solo assumendo questa reciproca prospettiva si può dar luogo allo scambio economico (Mead su questo punto è stato influenzato dal pensiero di Adam Smith).
Un punto conclusivo della teoria sociale di Mead è la mente vista come importazione individuale del processo sociale. Come discusso in precedenza, Mead presentò il sé e la mente in termini di un processo sociale.  Come i gesti sono capiti dall'organismo individuale così pure questo capisce gli altri atteggiamenti collettivi, in forma di gesti, e di conseguenza reagisce agli altri atteggiamenti organizzati. Questo processo è caratterizzato da Mead come l'"Io" e il "Me."  Il "Me" è il sé sociale e l'"Io" è la risposta al "Me."  In altre parole, l'"Io" è la risposta di un individuo agli atteggiamenti degli altri, mentre il "me" è l'insieme organizzato degli atteggiamenti degli altri che un individuo assume.  Mead ha sviluppato la distinzione tra l'"Io" e il "me" proposta da William James. Il "me" è la conoscenza accumulata dell'"altro generalizzato", cioè come uno pensa che il proprio gruppo lo percepisca, etc. L'"Io" rappresenta gli impulsi dell'individuo. L'"Io" è di per sé come soggetto; il "me" è di per sé come oggetto. L'"Io" è il conoscitore, il "me" è il conosciuto. La mente, o il flusso di pensiero, è l'auto-riflessivo movimento di interazione tra l'"Io" ed il "me". Queste dinamiche vanno al di là dell'io in senso stretto e forma la base di una teoria dell'umana cognizione. Per Mead il processo del pensiero è il dialogo interiore tra l'"Io" ed il "me".  Mead radicò la “percezione del sé e il significato” profondamente e sociologicamente in "una comune pratica di soggetti" (Joas 1985: 166) rinvenuta in particolare negli incontri sociali. Inteso come una combinazione dell'"Io" e del 'me', il sé per Mead si rivela intrecciato notevolmente all'interno di un'esistenza sociologica: Per Mead, l'esistenza nella comunità viene prima della coscienza individuale. In primo luogo si deve partecipare alle diverse attività sociali all'interno della società e solo successivamente si può utilizzare tale esperienza per assumere la prospettiva degli altri e quindi divenire autocoscienti.

### Filosofia della Scienza
Mead è considerato uno dei maggiori filosofi americani in virtù del fatto che, insieme a John Dewey, Charles Peirce e William James, è stato uno dei fondatori del pragmatismo. Egli ha fornito contributi significativi anche nelle filosofie della natura, della scienza e della storia, come nella antropologia filosofica e nella filosofia del processo.  Dewey e Alfred North Whitehead ritennero Mead un pensatore di primo rango. Mead è un classico esempio di teorico sociale il cui lavoro non si adatta facilmente ai tradizionali confini disciplinari.
Per quanto riguarda il suo impegno nella filosofia della scienza, Mead cercò di individuare l'origine psicologica della scienza negli sforzi degli individui per raggiungere il dominio sull'ambiente in cui vivono. La nozione di un oggetto fisico deriva dall'esperienza manipolatoria. Esiste un rapporto sociale verso gli oggetti inanimati, perché l'organismo assume il ruolo delle cose che manipola direttamente o che manipola indirettamente tramite la percezione sensoriale. Per esempio, nell'assumere (introiettando o imitando) la resistenza di un oggetto solido, un individuo acquisisce la conoscenza di ciò che è "dentro" le cose non viventi. Storicamente, il concetto di oggetto fisico è sorto da una concezione animistica dell'universo.
L'esperienza del contatto include le esperienze di posizione, equilibrio e supporto, queste vengono usate dall'organismo quando crea le sue concezioni del mondo fisico. I nostri concetti scientifici di spazio, tempo e massa vengono tratti dalla esperienza manipolatoria. Concetti come quello di elettrone sono anche derivati da manipolazioni. Nello sviluppo di una scienza si costruiscono oggetti ipotetici al fine di aiutare noi stessi nel controllo della natura. La concezione del presente come unità distinta di esperienza, piuttosto che come un processo di divenire e scomparire, è una finzione scientifica concepita per facilitare l'esatta misurazione. Nella visione del mondo scientifico l'immediata esperienza è sostituita da costrutti teorici. Il massimo in termini di esperienza, tuttavia, è la manipolazione ed il contatto per il completamento di un atto.

### Gioco, Competizione e l'Altro Generalizzato
Mead teorizzò che gli esseri umani iniziano a conoscere il mondo sociale tramite il "gioco" e la "competizione". Nello sviluppo dei bambini vi è innanzitutto il "gioco". I bambini assumono i diversi ruoli che osservano nella società "adulta" e interpretandoli giocando essi cercano di acquisire una comprensione dei differenti ruoli sociali. Per esempio, il bambino interpreta prima il ruolo di poliziotto e quindi il ruolo di ladro durante il gioco di "guardie e ladri" e interpreta i ruoli di dottore e paziente quando fa il gioco del "Dottore".  Come risultato di tale gioco, i bambini imparano a diventare soggetto ed oggetto e iniziano a costruire il proprio sé. Tuttavia, si tratta di un sé limitato perché il bambino può solo assumere il ruolo di altri individui separati e distinti, ma manca ancora un senso generale e organizzato di se stesso.

Nella fase successiva, la fase del gioco di squadra, è necessario che una persona sviluppi un sé nel senso pieno del termine. Considerando che nel gioco i bambini assumono il ruolo di altri distinti, nel gioco di squadra il bambino deve assumere il ruolo di tutti gli altri coinvolti nel gioco. Inoltre, questi ruoli devono essere in una precisa reciproca relazione. Per illustrare la fase della competizione, Mead fornì il famoso esempio della partita di baseball:

Ma in una competizione, in cui sono coinvolte un certo numero di persone, il bambino assumendo un ruolo deve essere pronto ad assumere il ruolo di tutti gli altri. Se gioca in una squadra di baseball, egli deve conoscere tutte le risposte di ciascuna posizione relativamente alla propria posizione. Egli deve sapere quello che tutti faranno per poter svolgere il proprio gioco. Egli deve essere cosciente di tutti questi ruoli. Certo non di tutti questi ruoli deve essere cosciente allo stesso tempo, ma in alcuni momenti egli deve essere pronto ad avere presenti a se stesso tre o quattro individui, quello che sta per lanciare la palla, quello che sta per prenderla e così via. Queste risposte devono essere, in qualche misura, presenti nel suo proprio essere.  Nel gioco di squadra, quindi, c'è una serie di risposte di altri organizzata in modo che l'atteggiamento di uno innesca l'atteggiamento appropriato degli altri. (Mead, 1934/1962:151)

Nella fase del gioco di squadra, inizia l'organizzazione ed iniziano ad emergere le personalità. I bambini cominciano ad essere capaci di agire in gruppo e soprattutto a determinare che cosa faranno all'interno di uno specifico gruppo.  Mead definisce questa condizione come il primo incontro del bambino con "l'altro generalizzato", che rappresenta uno dei concetti principali per la comprensione della nascita del sé (sociale) negli esseri umani. "L'altro generalizzato" può essere inteso come la comprensione di una data attività e del posto occupato dagli attori in quella data attività dalla prospettiva di tutti gli altri esercitanti quell'attività. Attraverso la comprensione di "l'altro generalizzato" l'individuo capisce che tipo di comportamento è previsto, appropriato e così via, in differenti contesti sociali. Il meccanismo di prospettiva preso insieme agli atti sociali è lo scambio di posizioni sociali.

## Pubblicazioni
- 1932. The Philosophy of the Present. Prometheus Books.
- 1934. Mind, Self, and Society. Ed. by Charles W. Morris. University of Chicago Press.
- 1936. Movements of Thought in the Nineteenth Century.  Ed. by C. W. Morris.  University of Chicago Press.
- 1938. The Philosophy of the Act. Ed. by C.W. Morris et al. University of Chicago Press.
- 1964. Selected Writings. Ed. by A. J. Reck.  University Chicago Press. This out-of-print volume collects articles Mead himself prepared for publication.
- 1982. The Individual and the Social Self: Unpublished Essays by G. H. Mead. Ed. by David L. Miller. University of Chicago Press. ISBN 978-0-608-09479-3
- 2001. Essays in Social Psychology. Ed. by M. J. Deegan. Transaction Books. (Book review )

### Edizioni italiane
- 1996. La voce della coscienza. Milano,  Jaca Book. ISBN 978-88-16-40408-3